# LEW EL4
EL4 – lokomotywa elektryczna produkowana w latach 1954–1970 dla wschodnioniemieckich zakładów przemysłowych. Wyprodukowano dwadzieścia elektrowozów przemysłowych. Jeden elektrowóz jest czynnym eksponatem zabytkowym.